# Alejandro Toro
Pour les articles homonymes, voir Toro.
Alejandro Toro, né le 1er janvier 1977 à Medellín, est un défenseur des droits de l'homme et homme politique colombien, membre de la 
Chambre des représentants.

## Biographie

### Membre de la Chambre des représentants
Lors des élections de mars 2022, Alejandro Toro
est candidat sur la circonscription d'Antioquia avec Indépendants (es), après que le mouvement ait décidé
de rejoindre la coalition du Pacte historique avant les élections,.
À l'issue des élections, Alejandro Toro est élu, et s'implique en tant que représentant élu dans les
questions internationales, lors d'une visite officielle à Washington.

#### Travail législatif
Au sein du Pacte historique, Alejandro Toro est l'un des législateurs s'impliquant dans le projet
de loi adopté en 2022 pour la reprise des accords de paix avec l'Armée de libération nationale,.
Alejandro Toro s'implique également dans les relations interaméricaines, il a participé à la cérémonie de réouverture des frontières entre la Colombie et le Vénézuéla, avec Gustavo Petro et Nicolas Maduro. Mais également, il a participé à la mission d'observation électorale au Brésil, avec la victoire de l'ancien président
de gauche Lula.